# Jomblang (Candisari)
Jomblang is een bestuurslaag in het regentschap Semarang van de provincie Midden-Java, Indonesië. Jomblang telt 18.445 inwoners (volkstelling 2010).